# Jakub Śmiechowski

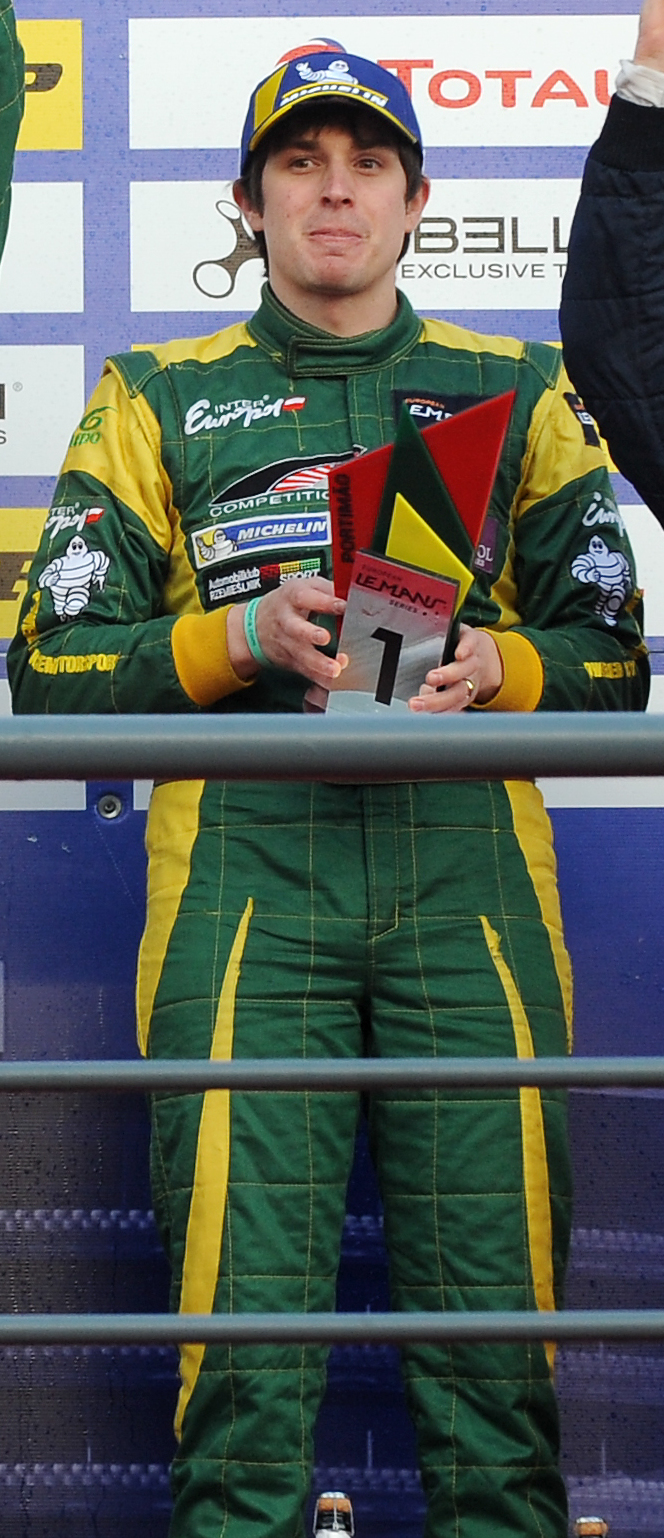
Jakub Śmiechowski 2018

Jakub Śmiechowski (* 11. Oktober 1991 in Warschau) ist ein polnischer Autorennfahrer.

## Karriere als Rennfahrer
Jakub Śmiechowski war als Teenager im deutschen Kartsport aktiv und begann 2009 seine professionelle Fahrerkarriere. Er startete in den Rennformeln Renault und 3 mit dem zweiten Endrang im Remus-Formel-3-Pokal 2014. Mit dem zweiten Meisterschaftsplatz hinter Johann Ledermair 2015 in der BOSS-GP-Serie 2015  (gefahren mit ehemaligen GP2-Rennwagen), beendete er in diesem Jahr sein Engagement in dieser Serie, deren Gesamtwertung er 2014 gewonnen hatte.
Weitere Erfolge gelangen ihm nach seinem Wechsel in den Sportwagensport. Als Stammpilot der Inter Europol Competition gewann er im Ligier JS P3 2016 die Challenge Endurance LMP3 LMP2 V de V und 2017 die V de V Endurance Series. 2019 gewann er die LMP3-Klasse der Asian Le Mans Series.
2019 gab er sein Debüt beim 24-Stunden-Rennen von Le Mans, wo die 10. Gesamtränge  2021 und 2023 sein bisher besten Ergebnisse bei diesem Langstreckenrennen waren.

## Statistik

### Le-Mans-Ergebnisse
| Jahr | Team                      | Fahrzeug       | Teamkollege          | Teamkollege       | Platzierung             | Ausfallgrund |
| ---- | ------------------------- | -------------- | -------------------- | ----------------- | ----------------------- | ------------ |
| 2019 | Inter Europol Competition | Ligier JS P217 | Nigel Moore          | James Winslow     | Rang 45                 |              |
| 2020 | Inter Europol Competition | Ligier JS P217 | René Binder          | Matewos Issaakjan | Rang 42                 |              |
| 2021 | Inter Europol Competition | Oreca 07       | Renger van der Zande | Alex Brundle      | Rang 10                 |              |
| 2022 | Inter Europol Competition | Oreca 07       | Esteban Gutiérrez    | Alex Brundle      | Rang 17                 |              |
| 2023 | Inter Europol Competition | Oreca 07       | Albert Costa         | Fabio Scherer     | Rang 9 und Klassensieg  |              |
| 2024 | Inter Europol Competition | Oreca 07       | ---- Vladislav Lomko | Clément Novalak   | Rang 16                 |              |
| 2025 | Inter Europol Competition | Oreca 07       | Tom Dillmann         | Nick Yelloly      | Rang 18 und Klassensieg |              |

### Sebring-Ergebnisse
| Jahr | Team                      | Fahrzeug | Teamkollege     | Teamkollege  | Platzierung | Ausfallgrund |
| ---- | ------------------------- | -------- | --------------- | ------------ | ----------- | ------------ |
| 2020 | Inter Europol Competition | Oreca 07 | Naveen Rao      | Matthew Bell | Rang 17     |              |
| 2024 | Inter Europol Competition | Oreca 07 | Nicholas Boulle | Tom Dillmann | Rang 15     |              |

### Einzelergebnisse in der FIA-Langstrecken-Weltmeisterschaft
| Saison  | Team                      | Rennwagen      | 1   | 2   | 3   | 4   | 5   | 6   | 7   | 8   |
| ------- | ------------------------- | -------------- | --- | --- | --- | --- | --- | --- | --- | --- |
| 2018/19 | Inter Europol             | Ligier JS P217 | SPA | LEM | SIL | FUJ | SHA | SEB | SPA | LEM |
| 2018/19 | Inter Europol             | Ligier JS P217 |     |     |     |     | 45  |     |     |     |
| 2019/20 | Inter Europol             | Ligier JS P217 | SIL | FUJ | SHA | BAH | AUS | SPA | LEM | BAH |
| 2019/20 | Inter Europol             | Ligier JS P217 |     |     |     | 42  |     |     |     |     |
| 2021    | Inter Europol             | Oreca 07       | SPA | POR | MON | LEM | BAH | BAH |     |     |
| 2021    | Inter Europol             | Oreca 07       | 8   | 8   | 7   | 10  | 12  | 8   |     |     |
| 2022    | Inter Europol             | Oreca 07       | SEB | SPA | LEM | MON | FUJ | BAH |     |     |
| 2022    | Inter Europol             | Oreca 07       | 31  | DNF | 17  | 7   | 15  | DNF |     |     |
| 2023    | Inter Europol Competition | Oreca 07       | SEB | POR | SPA | LEM | MON | FUJ | BAH |     |
| 2023    | Inter Europol Competition | Oreca 07       | 10  | 19  | 9   | 9   | 15  | 19  | 17  |     |
| 2024    | Inter Europol Competition | Oreca 07       | KAT | IMO | SPA | LEM | SAO | AUS | FUJ | BAH |
| 2024    | Inter Europol Competition | Oreca 07       | 16  |     |     |     |     |     |     |     |
| 2025    | Inter Europol Competition | Oreca 07       | KAT | IMO | SPA | LEM | SAO | AUS | FUJ | BAH |
| 2025    | Inter Europol Competition | Oreca 07       | 18  |     |     |     |     |     |     |     |